# Aachener Dombausage

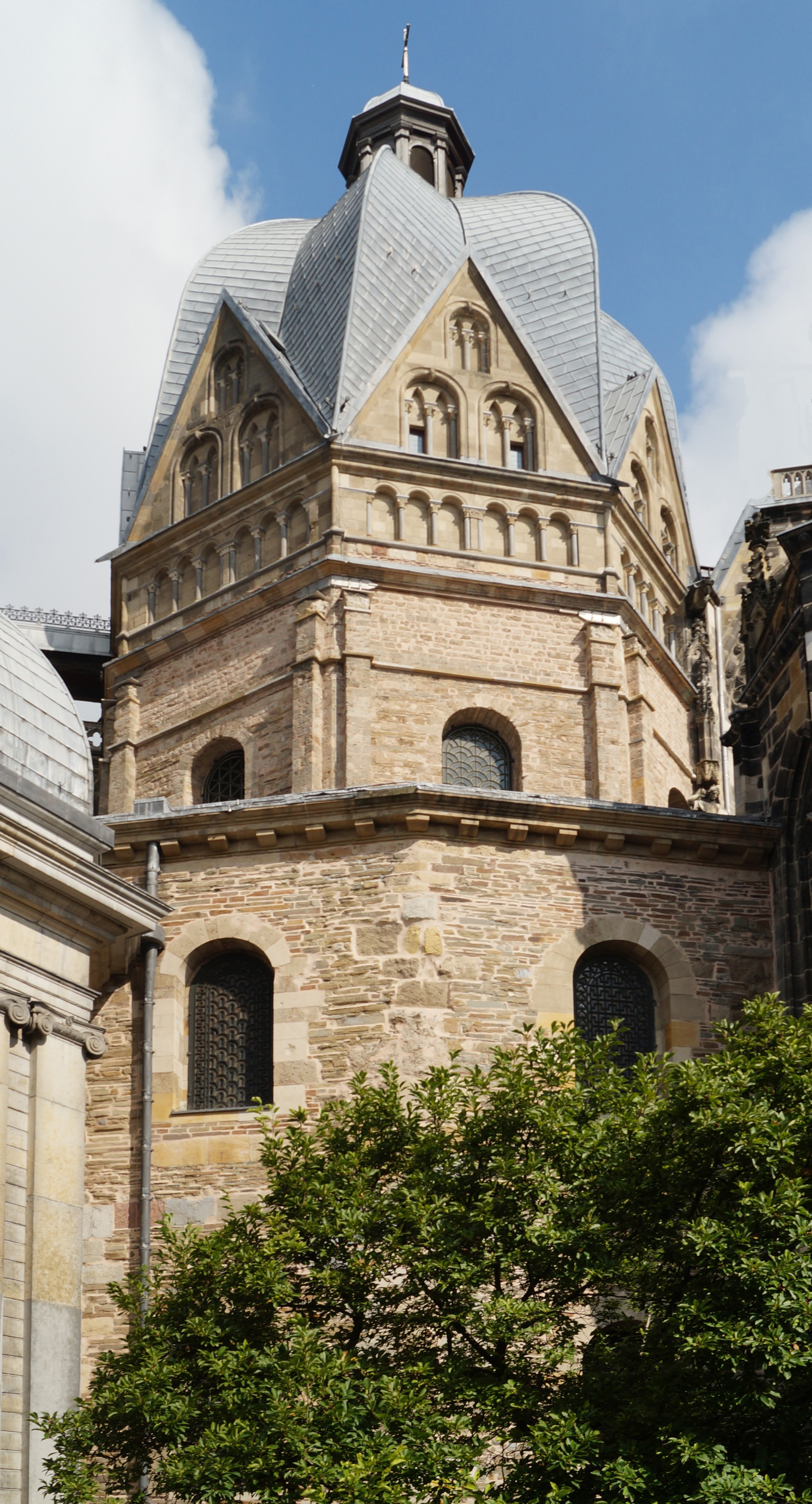
Die Pfalzkapelle, der von Karl dem Großen errichtete Zentralbau des Aachener Doms

Die Aachener Dombausage ist eine der Aachener Sagen und Legenden. Die Sage handelt von der Erbauung des Aachener Doms durch Karl den Großen. Darin wird in einem ersten Teil die Finanzierung des Dombaus in Aachen durch einen Teufelspakt beschrieben und in einem zweiten Teil eine List, mit der der Teufel um die vereinbarte Gegenleistung gebracht wird.

## Handlung

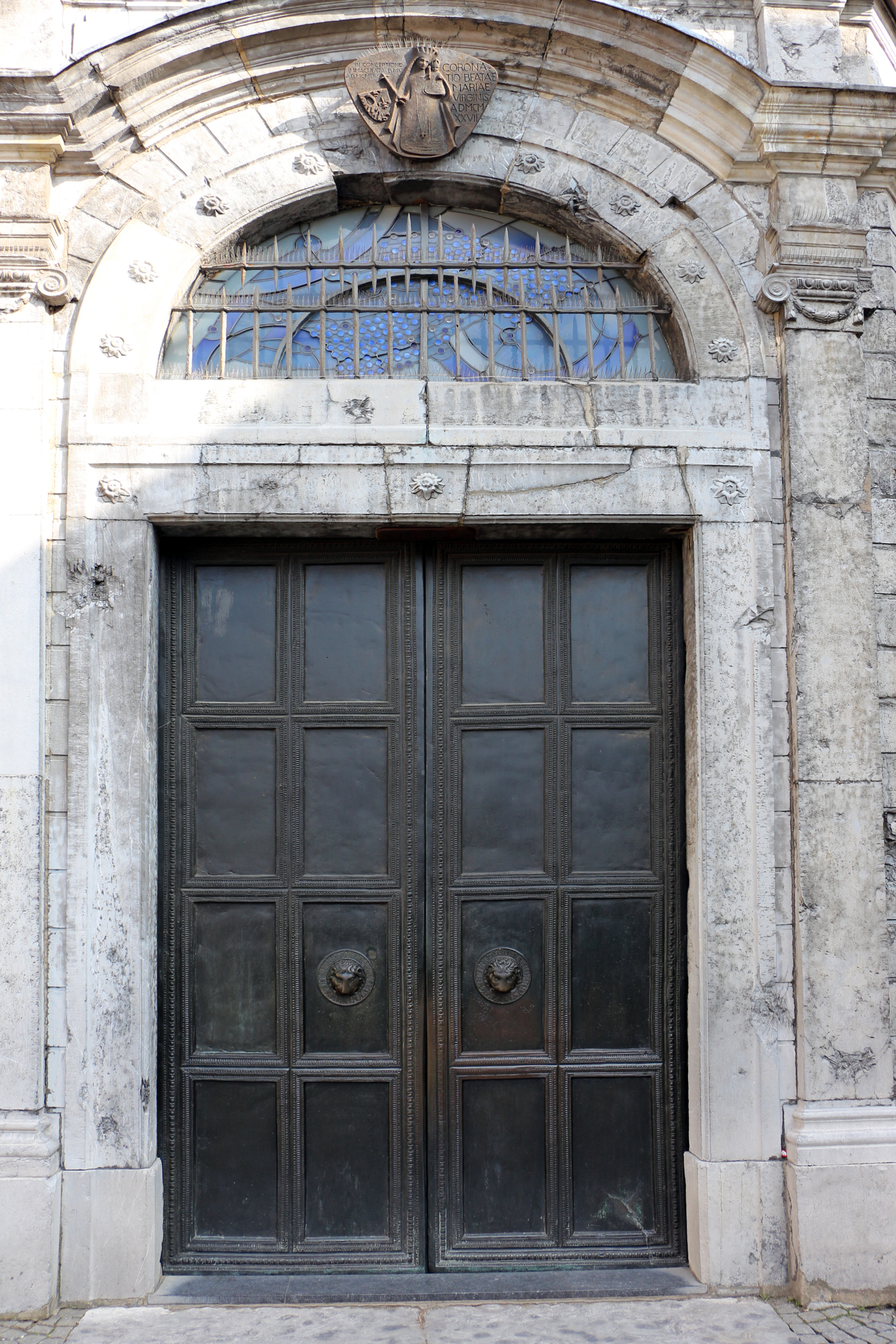
Die Wolfstür, Hauptportal des Aachener Doms

Die Dombausage erzählt vom Bau der Pfalzkapelle in Aachen, dem ältesten Teil des heutigen Aachener Doms, durch Karl den Großen. Karl wollte nur die besten Materialien für den Dom verwendet wissen. Als er in einen langjährigen Krieg zog, beauftragte er den Stadtrat, den Bau bis zu seiner Rückkehr fertigzustellen. Durch die Kosten des Krieges ging dem Stadtrat bald das Geld aus, der Bau kam ins Stocken und die Handwerker zogen ab. In ihrer Notlage ließen sich die Ratsherren auf einen Pakt mit dem Teufel ein und versprachen ihm für die weitere Finanzierung des Dombaus die erste Seele, die nach Fertigstellung des Baus die Kirche betreten werde.
Der Teufelspakt sollte zwar geheim gehalten werden, er sprach sich aber dennoch herum, und so wollte niemand die fertiggestellte Kirche als Erster betreten. Ein um Rat gebetener Mönch erklärte den Ratsherren, sie hätten dem Teufel zwar eine Seele versprochen, aber keine Menschenseele, es könne also auch eine Tierseele sein. Die Ratsherren ließen daraufhin einen Wolf fangen und in die Kirche treiben. Der Teufel riss dem Wolf die Seele aus dem Leib und merkte erst dann, dass er betrogen worden war. Erbost schlug er beim Verlassen der Kirche die Tür so heftig zu, dass sie einen Riss bekam. Außerdem klemmte er sich beim Zuschlagen der Tür den Daumen an einem der Türzieher ab.

## Wolfstür

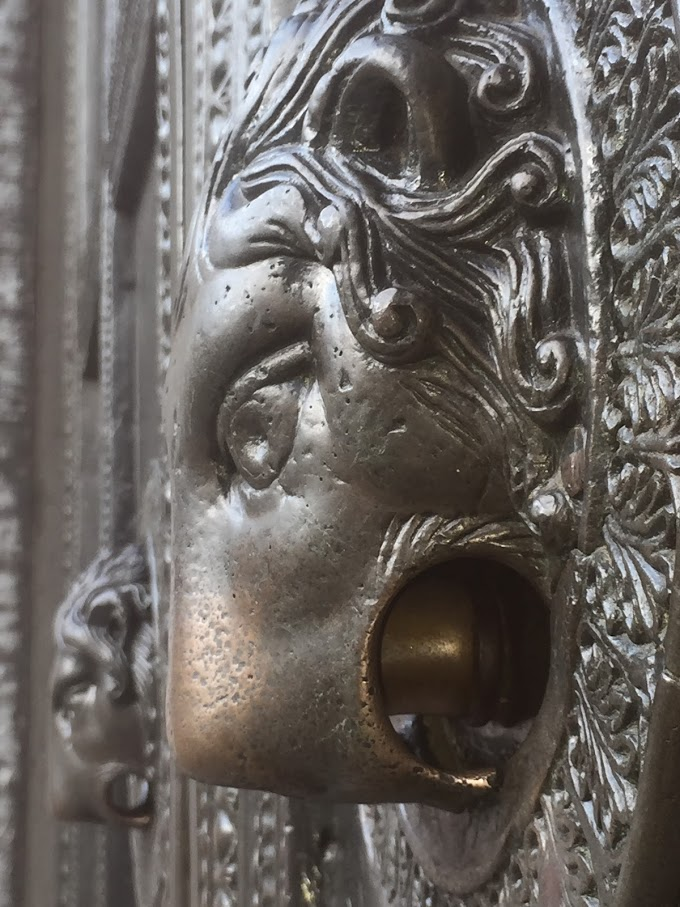
Rechter Löwenkopf-Türzieher mit dem „Daumen des Teufels“ (dahinter der linke Löwenkopf)

Die Sage erklärt in ätiologischer Weise den Namen und einige Besonderheiten der Wolfstür, einer zweiflügeligen bronzenen Tür am Hauptportal des Aachener Doms, sowie die Bedeutung der beiden in der Eingangshalle des Doms stehenden Bronzebildwerke.
So wird bei Führungen noch heute der Daumen des Teufels in einem der beiden Löwenkopf-Türzieher der Wolfstür zum Ertasten gezeigt. Derjenige, dem es gelingt, den Teufelsdaumen aus dem Türzieher herauszuziehen, soll der Überlieferung nach zur Belohnung ein goldenes Gewand bekommen. Auch der Riss in der unteren rechten Ecke des rechten Türflügels ist deutlich zu erkennen.
Bei dem Teufelsdaumen handelt es sich um einen Bronzestift, der von der Türplatte aus senkrecht bis zur Innenseite der Nase des Löwen durchgeht. Nur der rechte Türzieher enthält den Bronzestift, ansonsten sind die beiden Türzieher baugleich. Bei der 1924 erfolgten Restaurierung der Wolfstür wurde festgestellt, dass der Stift innen hohl ist und anscheinend ursprünglich als Stütze für einen schon damals nicht mehr vorhandenen Türring diente.
Eine spätantike Bronzeplastik einer Wölfin (die eigentlich eine Bärin ist) in der Eingangshalle hat ein Loch an der Stelle, an der ihr der Teufel die Seele aus dem Leib gerissen haben soll. Ein gegenüber der Wölfin aufgestellter bronzener Pinienzapfen, in manchen Überlieferungen auch als Tannenzapfen oder Artischocke bezeichnet, wird als die vom Teufel erbeutete Seele gedeutet.

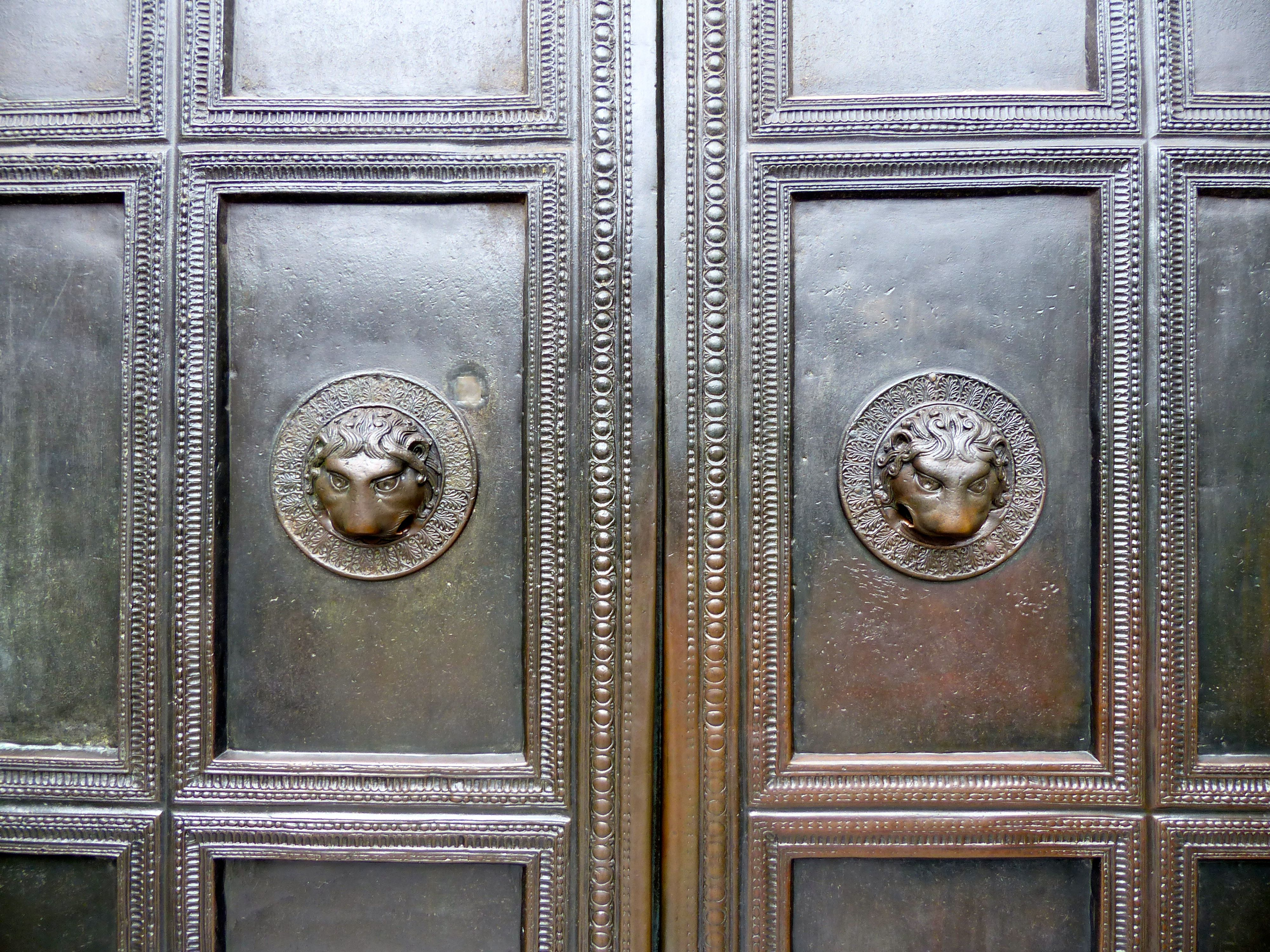
Löwenkopf-Türzieher
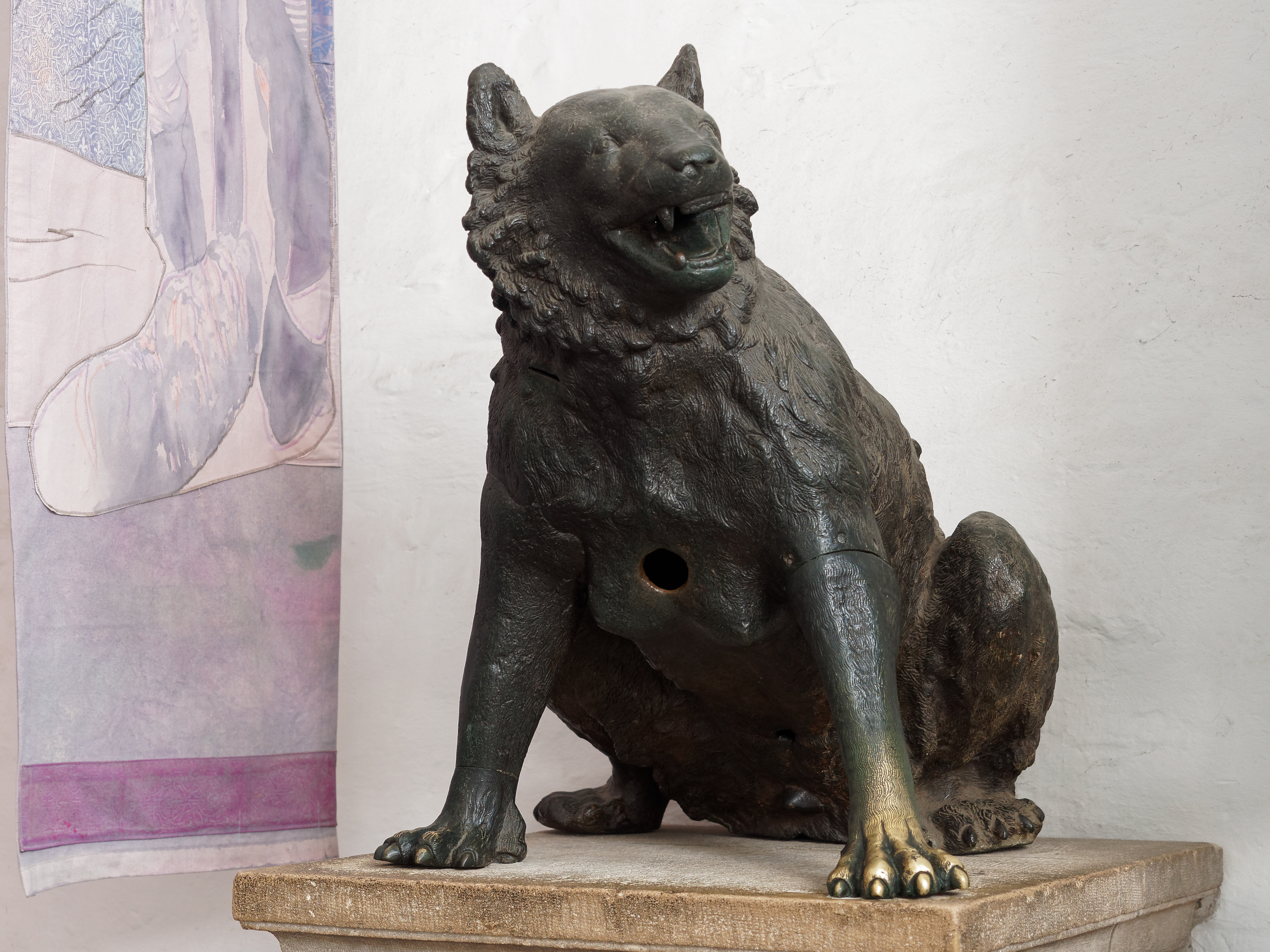
Wölfin / Bärin
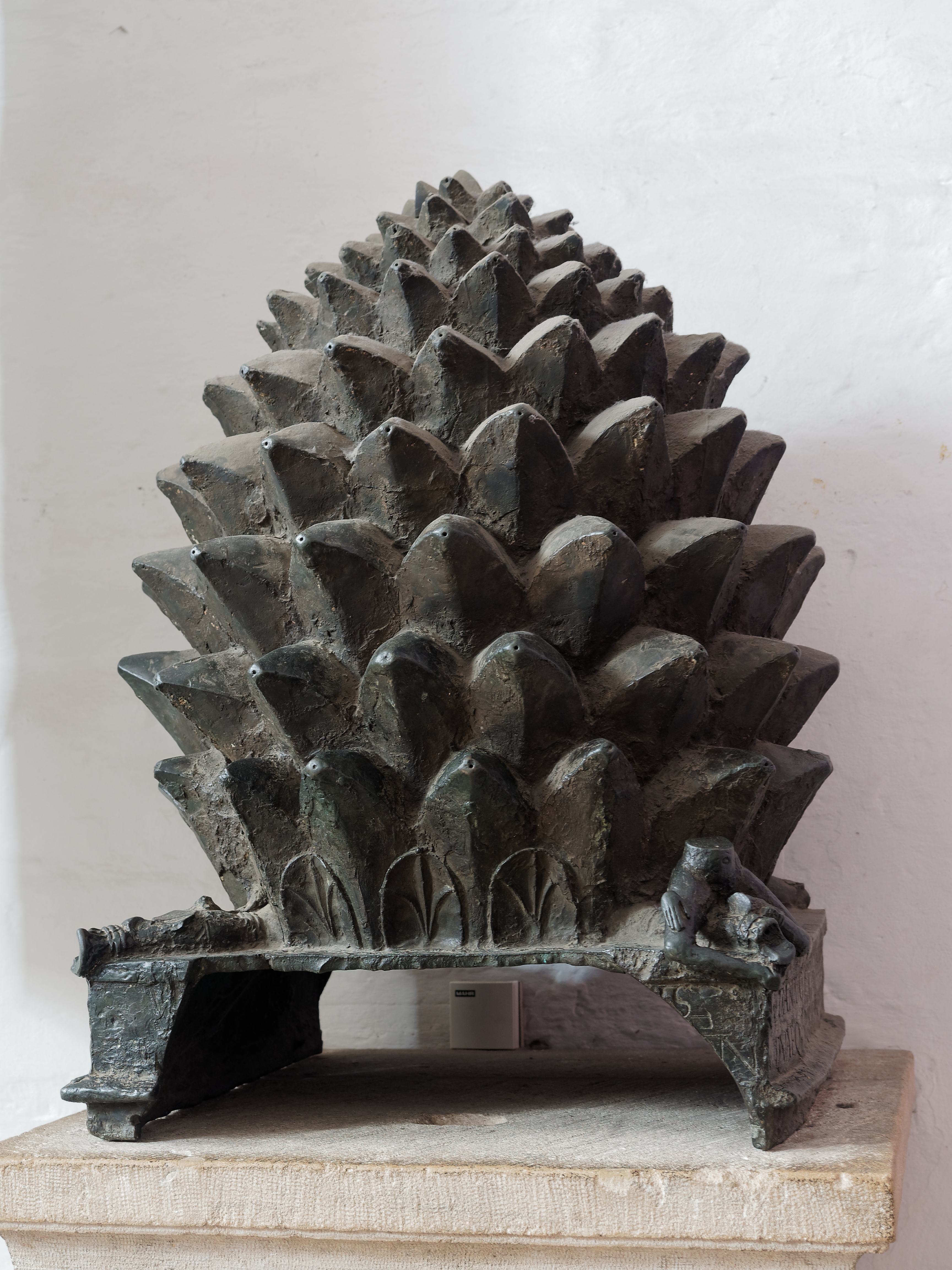
Pinienzapfen

## Überlieferung

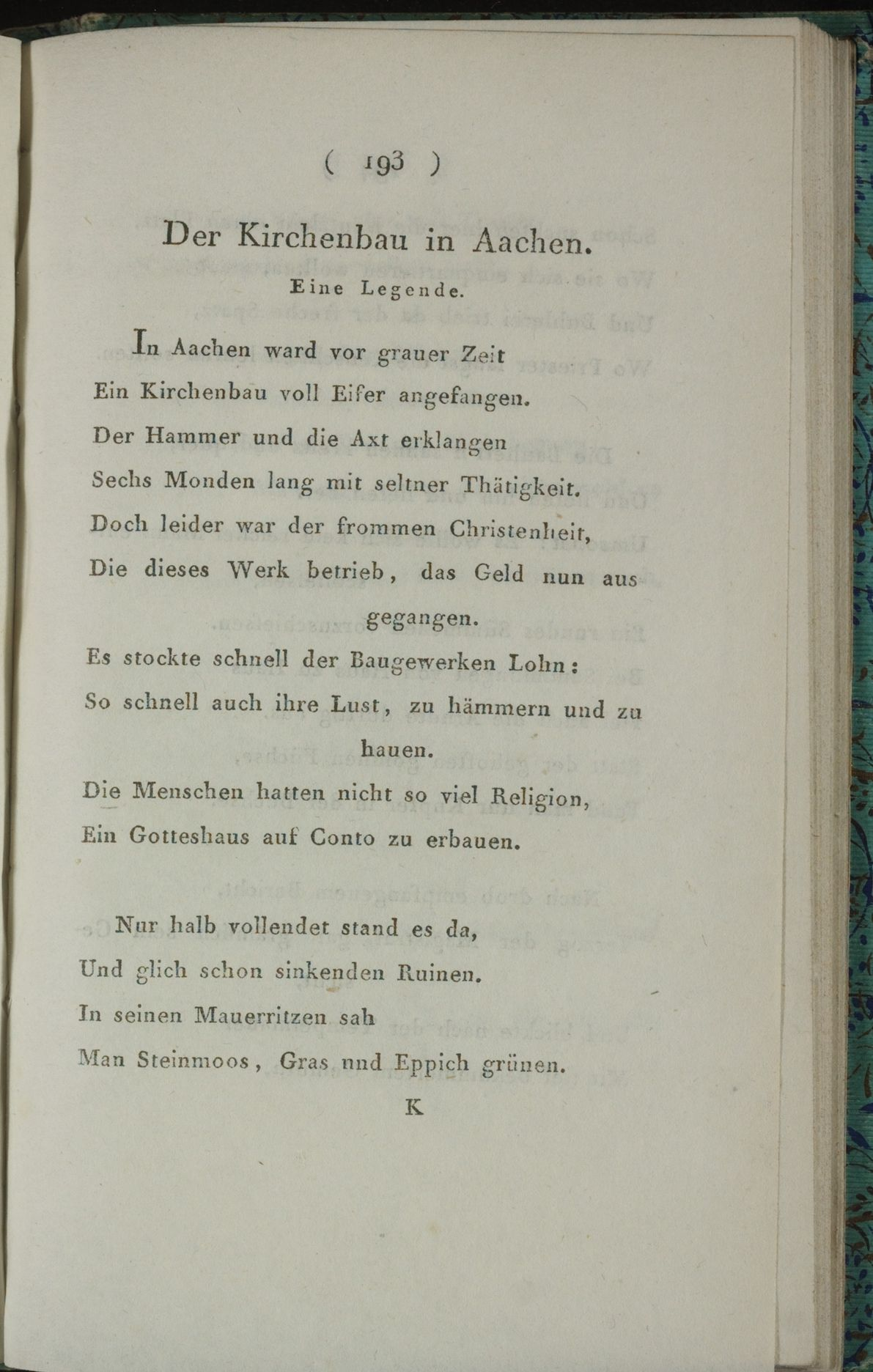
Anfang der Sage in Schillers Musen-Almanach

Die Dombausage wurde zunächst mündlich überliefert, wobei auch voneinander verschiedene Varianten entstanden.
Georg Forster lernte die Sage bei einer Reise ins Rheinland kennen, die er 1790 gemeinsam mit dem jungen Alexander von Humboldt unternahm. Er schildert eine Kurzfassung der Sage 1791 in seinem Buch Ansichten vom Niederrhein im Rahmen eines Berichts über einen Besuch des – damals noch barock ausgestalteten – Aachener Doms. Dabei erwähnt er auch die beiden Bronzebildwerke und deren Deutung.
Eine weitere frühe schriftliche Fixierung der Sage findet sich in Versform in August Friedrich Ernst Langbeins Gedicht Der Kirchenbau in Aachen. Eine Legende in Friedrich Schillers Musen-Almanach für das Jahr 1796.
Unter anderem ist die Dombausage in folgenden Sammlungen zu finden:
- Brüder Grimm: Deutsche Sagen, Band I, 1816[7]
- Alfred von Reumont: Rheinlands Sagen, Geschichten und Legenden, 1837[8]
- Ludwig Bechstein: Deutsches Sagenbuch, 1853[9]
- Joseph Müller: Aachens Sagen und Legenden, 1858[1][2]
- Johann Georg Theodor Grässe: Sagenbuch des Preußischen Staates, Band 2, Glogau 1871[10]

## Varianten
In manchen schriftlichen Überlieferungen der Sage wird zwar vom Riss in der Tür berichtet, der Verweis auf den hängen gebliebenen Daumen fehlt jedoch.
Statt durch Zuschlagen der Türe wird der Riss auch dadurch gedeutet, dass der Teufel gegen die Tür getreten hat.
Nach einer Variante der Sage wurde dem Teufel eine sündhafte Frau zum Opfer gegeben, die zum Tode verurteilt worden war. Auch in dieser Variante schlug der Teufel verärgert die Türe zu, weil er deren Seele ohnehin bekommen hätte.

## Verwandte Sagen

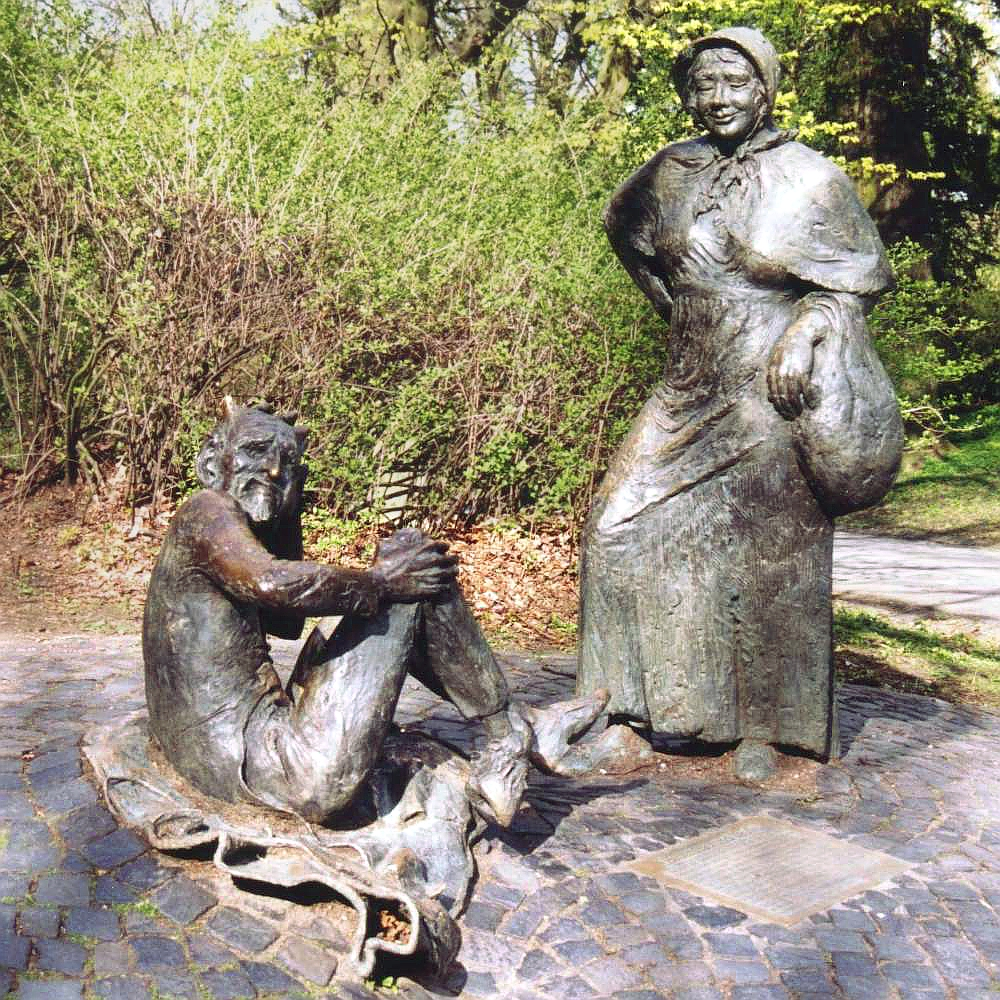
Bronzestatuen von Bauersfrau und Teufel auf dem Lousberg

Auch andere der Aachener Sagen und Legenden stehen in Zusammenhang mit dem Dombau.
So findet die Dombausage ihre Fortsetzung in der Lousbergsage, die erzählt, wie der Teufel sich für den Betrug rächen wollte, indem er die Stadt mit einem riesigen Sandhaufen zu verschütten versuchte. Er wurde aber von einer armen Frau überlistet und ließ den Sandhaufen nördlich der Stadt fallen, wodurch der Lousberg entstand.
Die Klappergassen-Sage handelt von der Einweihung des Doms. Um den Kreis der Bischöfe bei der Domweihe zu vervollständigen, kamen zwei bereits verstorbene Bischöfe als Skelette aus Maastricht. Das Klappern ihrer Knochen gab der Klappergasse ihren Namen.
Die Sage Danko der Glockengießer handelt von dem Guss der ersten Glocke für den Dom. Ein betrügerischer Glockengießer schaffte das dafür bereitgestellte Silber zur Seite und ersetzte es durch Zinn. Die fertige Glocke gab aber nur einen dumpfen Ton von sich, und der Glockengießer wurde von dem herabfallenden Klöppel erschlagen.

## Literarische Verarbeitung
Karl Gutzkow erzählt seinem dritten Brief in Briefe aus Paris 1842 von seinem Besuch im Aachener Dom und erwähnt dabei auch die Dombausage. Er stellt sie in Zusammenhang mit anderen Dombausagen und äußert Mitleid mit dem armen Teufel, der dabei jedes Mal betrogen wurde, und Verständnis für seine Racheversuche.
Victor Hugo verwendet die Sage ebenfalls 1842 als Grundlage für eine Erzählung im neunten Brief seiner Reisebeschreibung Le Rhin. Darin tritt Herr Urian als Reisender aus dem Schwarzwald auf, der vorgibt, dort Gold- und Silberminen zu besitzen.
Die Sage diente auch als Vorlage für Gedichte, u. a. Der Wauf en de Wolfsdöhr (Der Wolf und die Wolfstür) von Ferdinand Jansen  (1815) oder Der Düvel singen Dumm (Des Teufels Daumen) von Joseph Müller (1853), beide auf Oecher Platt, oder Der Teufelsdaumen am Aachener Domportal von Joseph Minetti (1857). Ein sich auf den Teufelsdaumen beziehendes Gedicht von Heinrich Janssen wurde beim Abschluss der Restaurierungsarbeiten an der Wolfstür in das Bronzeröhrchen eingelegt.
August Wünsche gibt in seinem Buch Der Sagenkreis vom geprellten Teufel (1905) einen Überblick über Sagen und Legenden, bei denen der Teufel um seine Entlohnung geprellt wird, und berücksichtigt dabei auch die Aachener Dombausage.